# 成美堂書店
成美堂書店（せいびどうしょてん）は、かつて存在した日本の出版社。

## 概要
笠松町出身で米穀商だった三浦源助が、明治初年の県参事（後の県知事）・小崎利準の薦めで開業。「成美堂」の屋号も小崎利準の命名による。主として教科書を扱っており、『輿地誌略』（1870年刊）『数学三千題』（1887年刊）『草木図説』（1907年刊）などの出版物があった。
店舗の所在は、開業当初は岐阜市米屋町にあったが、1891年（明治24年）の濃尾震災で焼失した後は同市多賀町に移っている。
現在、岐阜市坂井町にある教科書販売会社「岐阜県教販」は成美堂の後身にあたり、近年まで三浦源助の子孫が社長を務めていた。
1886年（明治19年）に河出静一郎によって東京支店として日本橋に設立されたのが現在の河出書房の始まりである。また現在、英語教科書の出版社として東京に「株式会社成美堂」があるが、これは河出書房の二代目社長・河出孝雄の希望により社名を継いだものである。